# Un roman d'amitié
Singles par Elsa
Quelque chose dans mon cœur
(1987) Jour de neige
(1988)
Singles par Glenn Medeiros
Lonely Won't Leave Me Alone
(1988) Never Get Enough of You
(1989)
Pistes de Elsa
Sud-Africaine Jimmy voyage
Un roman d'amitié est une chanson de la chanteuse française Elsa chantée en duo avec le chanteur américain Glenn Medeiros. Elle est sortie en mai 1988 en tant que deuxième single de l'album Elsa.

## Historique

### Création de la chanson
Le 23 mars 1988, Elsa est l'invitée de l'émission phare de variétés de TF1, Sacrée Soirée. Le concept de l'émission est d'offrir une surprise à l'invité en question. Elsa reçoit la visite inattendue de Glenn Medeiros, adolescent américain dont la chanson  Nothing's Gonna Change My Love for You figure en tête du Top 50. Les producteurs envisagent alors l'idée de réunir sur un duo les deux enfants stars de l'époque. Ils enregistrent la même année une chanson bilingue, intégrant Love Always Finds a Reason, écrite par Diane Warren, qui est enregistrée intégralement en anglais et ajoutée sur l'album de Glenn Medeiros, Not Me, et Un roman d'amitié, dont le titre complet est Un roman d'amitié (Friend You Give Me a Reason), tel qu'il apparaît sur la pochette du single,.
Medeiros explique pourquoi la chanson traite de l'amitié alors que la version originale parlait d'amour : « Elsa et moi ne voulons pas que nos fans pensent que nous sommes vraiment ensemble. Il s'agit simplement d'une bonne amitié. Bien qu'elle soit l'une des filles les plus gentilles que j'aie jamais, jamais rencontrées ».

### Sortie et promotion
La chanson est envoyée aux médias dès le mois de mai. Le duo se retrouve dans l’émission Sacrée Soirée, trois mois seulement après leur première rencontre, le 27 juin 1988, aux côtés de Jean-Pierre Foucault, afin de dévoiler leur morceau en commun. Il devient rapidement incontournable et atteint la première place à la fin de l'été 1988. Les médias se sont amusés à créer une idylle entre les deux adolescents, alors qu'il n'en était rien. Elsa a toujours démenti ces ragots[réf. souhaitée].
En 1988, une version intégralement en anglais Love Always Finds a Reason, écrite par Diane Warren, a également été enregistrée en duo par Elsa et Glenn Medeiros, parue sur l'album Not Me de Medeiros. Cette version est aussi enregistrée par le chanteur avec la chanteuse néerlandaise Ria Brieffies.
Les deux interprètes ont chacun fait la promotion de la chanson dans le monde entier. Glenn Medeiros a également enregistré la chanson dans sa version anglaise avec la chanteuse néerlandaise Ria Brieffies, qui l'a interprétée avec lui aux États-Unis.
Elsa a interprété Un roman d'amitié en public lors de son concert à l'Olympia en 1990 et pendant la tournée qui l'a suivi mais sans Glenn Medeiros. C'est Roger Secco qui l'a chanté en duo avec elle. Elsa n'a jamais réinterprété la chanson depuis l'Olympia 1990 et n'a plus aucune nouvelle de Glenn Medeiros[réf. souhaitée].

## Vidéo-clip
Le clip est réalisé par Maxime Ruiz et tourné intégralement à Los Angeles. Il s'ouvre sur une vue de nuit sur la ville. Les deux chanteurs déambulent dans les rues de la ville à pied ou à vélo cross.

## Accueil commercial
Le titre reste 25 semaines dans le classement du top 50, dont 6 semaines numéro un. Il fait partie des titres-phares de l'été 1988 avec Nuit de folie du groupe Début de soirée. Un roman d'amitié s'est écoulé à plus de 900 000 exemplaires en France et a été certifié disque d'or par le SNEP. En Belgique, il a été numéro un pendant deux semaines, en alternance avec Nuit de folie, et a figuré dans le top trois pendant huit semaines. Dans le classement paneuropéen Eurochart Hot 100, il a débuté à la 21e place le 6 août 1988, a atteint la 5e place lors de sa neuvième semaine, est resté dans le top 10 pendant 12 semaines et dans le top 100 pendant 21 semaines.
La chanson s'exporte très bien aux Pays-Bas, en Belgique et en Suisse mais, malgré la notoriété de Glenn Medeiros et une version entièrement en anglais de la chanson, Love Always Finds a Reason, la chanson peine à s'imposer dans les pays anglo-saxons.
Dans le titre de la chanson figure entre parenthèses, notamment pour l'export, Friend You Give Me a Reason.

## Supports commerce
| A. | Un roman d'amitié (Friend You Give Me a Reason)   | 4:20 |
| B. | You're My Woman, You're My Lady[*] (Instrumental) | 3:39 |

| 1. | Un roman d'amitié (Friend You Give Me a Reason) (version longue) | 5:25 |
| 2. | Un roman d'amitié (Friend You Give Me a Reason)                  | 4:20 |
| 3. | You're My Woman, You're My Lady[*] (Instrumental)                | 3:39 |
| 4. | Pieces of My Dreams[*]                                           | 4:01 |

- . ↑  Ces chansons font partie du répertoire de Glenn Medeiros.

La chanson est présente sur la compilation Elsa, l'essentiel 1986-1993.
Elle figure au répertoire de Glenn Medeiros sur l'album Not Me (en), sorti en 1988 ainsi que sur sa compilation Me sortie en 2003.

## Classements et certifications
| Classement (1988–89)                   | Meilleure position |
| -------------------------------------- | ------------------ |
| Belgique (Flandre Ultratop 50 Singles) | 9                  |
| Belgique (Wallonie Music & Media)      | 1                  |
| Europe (Eurochart Hot 100)             | 5                  |
| France (SNEP)                          | 1                  |

| Classement (1988)           | Position |
| --------------------------- | -------- |
| Belgique (Flandre Ultratop) | 93       |
| Europe (Eurochart Hot 100)  | 21       |
| France (SNEP)               | 3        |

### Certification
| Pays                                                             | Certification | Ventes certifiées |
| ---------------------------------------------------------------- | ------------- | ----------------- |
| France (SNEP)                                                    | Or            | 500 000*          |
| *Ventes selon la certification xNon précisé par la certification |               |                   |